# 河内—海防高速公路
河内－海防高速公路（简称CT.04，也称国道5B号）是越南北部六条规划高速公路之一。长105.5公里，从首都河内出发经兴安、海阳，到海防市。
全线道路平均宽100公尺，每个车道宽3.25－3.5公尺，共有六个车道。设计车速可达120公里/小时，其中包含两条紧急车道，中间和两旁的绿化带等。设计车速低于60公里/小时的汽车和摩托车不得进入高速，与高速公路相交的六条道路相互连接，全线设有9座大型立交桥，21座中型立交桥，22座立交桥和道路排水沟。

## 建设投资历史
根据越南总理签署的“关于河内－海防高速公路项目的一些试点机制和政策”，越南金融投资基础设施发展公司（VIDIFI）以BOT模式投资此项目。越南基础设施发展和金融投资公司拥有5兆越南盾的资金，其中越南开发银行（VDB）持有51％的股权。虽然这是国家重点项目，但通过借外资的形式在社会上动员起来，把项目周边的工业区和市区建设收回并开发。建设完成并投入使用后，收取费用约35年，然后交由国家管理。
这是越南第一条按照国际标准建造的高速公路。高速公路的起点位于河内三环路清池桥上，途径河内市的龙编郡、嘉林县；兴安省的文江县、安美县、恩施县；海阳省的平江县、嘉禄县、四岐县；海防市的安老县、建瑞县、青河县、阳京郡、海安郡，终点位于海安郡的亭武坝。其中，河内段长6公里，兴安段长26公里，海阳段长40公里，海防段长33公里。
2009年2月2日，高速公路工程在河内，兴安，海阳，海防等地开工建设。
2015年12月5日，河内 - 海防高速公路全线通车。
预计将于2017年第一季度末将下龙－海防高速公路连接至河内－海防高速公路，完成河内－海防－广宁相连接的北部经济走廊。